# Hemiphonus longifemur
Hemiphonus longifemur är en insektsart som först beskrevs av Lucien Chopard 1925.  Hemiphonus longifemur ingår i släktet Hemiphonus och familjen syrsor. Inga underarter finns listade i Catalogue of Life.